# JD 게이밍
JD 게이밍(JD Gaming)는 중화인민공화국의 리그 오브 레전드, 리그 오브 레전드: 와일드 리프트 프로게임단이다.

## 리그 오브 레전드

### 연혁
- 2016년 1월 11일 : NewBee에서 Newbee Young으로 분리 창단
- 2016년 11월 30일 : QG 인수 및 QG Reapers으로 팀명 변경
- 2017년 5월 20일 : 징동닷컴 인수 및 JD Gaming으로 팀명 변경

### 소속 선수
- 감독 : 윤성영
- 코치 : 천롱

| 이름       | 소환사명 | 포지션  | 비고 |
| ---------- | -------- | ------- | ---- |
| 바이자하오 | 369      | 탑      |      |
| 서진혁     | Kanavi   | 정글    |      |
| 줘딩       | knight   | 미드    |      |
| 천밍영     | Yimeng   | 미드    |      |
| 박재혁     | Ruler    | AD 캐리 |      |
| 루윈펑     | Missing  | 서포터  | 주장 |

### 주요 성적
- Newbee Young
  - 2016 리그 오브 레전드 세컨더리 프로리그 스프링 7위
  - 2016 리그 오브 레전드 세컨더리 프로리그 서머 우승
- QG Reapers
  - 2017 리그 오브 레전드 프로리그 스프링 7-8위
- JD Gaming
  - 데마시아 컵 2017 12강
  - 2017 리그 오브 레전드 프로리그 서머 B조 5위
  - 네스트 2017 준우승
  - 데마시아 챔피언십 2017 4위
  - 2018 리그 오브 레전드 프로리그 스프링 7-8위
  - 2018 리그 오브 레전드 프로리그 서머 3위
  - 네스트 2018 우승
  - 데마시아 컵 2018 윈터 7-8위
  - 2019 리그 오브 레전드 프로리그 스프링 준우승
  - 네스트 2019 8강
  - 리프트 라이벌즈 2019 - 레드 리프트 준우승 (LPL)
  - 2019 리그 오브 레전드 프로리그 서머 10위
  - 데마시아 컵 2019 3위
  - 2020 리그 오브 레전드 프로리그 스프링 우승
  - 2020 미드 시즌 컵 4강
  - 2020 리그 오브 레전드 프로리그 서머 준우승
  - 리그 오브 레전드 월드 챔피언십 2020 8강
  - 데마시아 컵 2020 4강
  - 2021 리그 오브 레전드 프로리그 스프링 5-6위
  - 2021 리그 오브 레전드 프로리그 서머 12위
  - 네스트 2021 조별 리그 3위
  - 데마시아 컵 2021 24강
  - 2022 리그 오브 레전드 프로리그 스프링 4위
  - 2022 리그 오브 레전드 프로리그 서머 우승
  - 2023 LoL Pro League Spring 우승
  - 2023 Mid-Season Invitational 우승
  - 2023 LoL Pro League Summer 우승

## 같이 보기
- 리그 오브 레전드 프로리그(LPL)